# Gyirmót FC Győr
Gyirmót FC Győr is een Hongaarse voetbalclub uit Gyirmót, een voorstad van Győr. In het seizoen 2016-17 speelde de club voor het eerst in de hoogste Hongaarse competitie, maar ze degradeerde meteen weer naar de NB II. Het Alcuferstadion (vroeger Ménfői úti sporttelep, naar de straat waaraan het stadion ligt) is de thuisbasis van de club en biedt plaats aan 4500 toeschouwers.

## Geschiedenis
De club werd als Gyirmót SE (Gyirmót Sportegyesület, Sportvereniging Gyirmót) opgericht in 1993, de clubkleuren zijn geel en blauw. Van 2009 tot 2015 stond de club continu op het podium van de Hongaarse tweede klasse (tweemaal tweede, viermaal derde en eenmaal eerste zonder te mogen promoveren). In 2016 lukte het dan toch en promoveerde de club naar de Nemzeti Bajnokság, maar de club eindigde laatste en moest meteen terug naar het tweede niveau. In 2021 werd opnieuw promotie naar de hoogste klasse bewerkstelligd. Echter, degradeerde de ploeg wederom direct na het behalen van een laatste plaats.

### Erelijst
- Hongaarse tweede klasse:

Kampioen: 2x (2009, 2016)
Tweede: 2x (2010, 2011)
Derde: 4x (2012, 2013, 2014, 2015)
- Lokaal (megyei) kampioenschap:

Kampioen: 2001

## Eindklasseringen vanaf 2003
| 1 |

| 1 |

| 1 |

| 3 |

| 7 |

| 3 |

| 1 |

| 2 |

| 2 |

| 3 |

| 3 |

| 3 |

| 3 |

| 1 |

| 12 |

| 6 |

| 3 |

| 7 |

| 2 |

| 12 |

| 6 |

| 6 |

| 15 |

| NB I | NB II | NB III |

## Bekende trainers
- József Kiprich (2008-2011)